# Fengping, Yunnan
Fengping Zhen (kinesiska: 风平, 风平镇) är en köping i Kina. Den ligger i provinsen Yunnan, i den sydvästra delen av landet, omkring 430 kilometer väster om provinshuvudstaden Kunming. Antalet invånare är 69 586. Befolkningen består av 33 939 kvinnor och 35 647 män. Barn under 15 år utgör 20,0 %, vuxna 15-64 år 72 %, och äldre över 65 år 6,0 %.
Genomsnittlig årsnederbörd är 1 454 millimeter. Den regnigaste månaden är juli, med i genomsnitt 413 mm nederbörd, och den torraste är januari, med 6 mm nederbörd.